# Großdietmanns
Großdietmanns je městys v Rakousku ve spolkové zemi Dolní Rakousy v okrese Gmünd. Žije v něm 2 240 obyvatel (podle sčítání z roku 2016).

## Poloha
Großdietmanns leží v údolí řeky Lužnice v regionu Waldviertel. Na severu hraničí s městem Gmünd. Jeho plocha činí 39,92 km², z níž 25,6 % je zalesněných.

## Členění
Území městyse Großdietmanns se skládá z osmi částí (v závorce uveden počet obyvatel k 1. 1. 2015):
- Dietmanns (694)
- Ehrendorf (463)
- Eichberg (297)
- Höhenberg (121)
- Hörmanns bei Weitra (218)
- Reinpolz (60)
- Unterlembach (177)
- Wielands (235)

## Pozoruhodnosti
- farní kostel Čtrnácti svatých pomocníků v Dietmanns
- farní kostel sv. Jakuba Většího v Höhenbergu
- místní kaple v Ehrendorfu, Eichbergu u Hörmanns z 18. století a v Reinpolzu, Unterlembachu a Wielands z 19. století

## Galerie

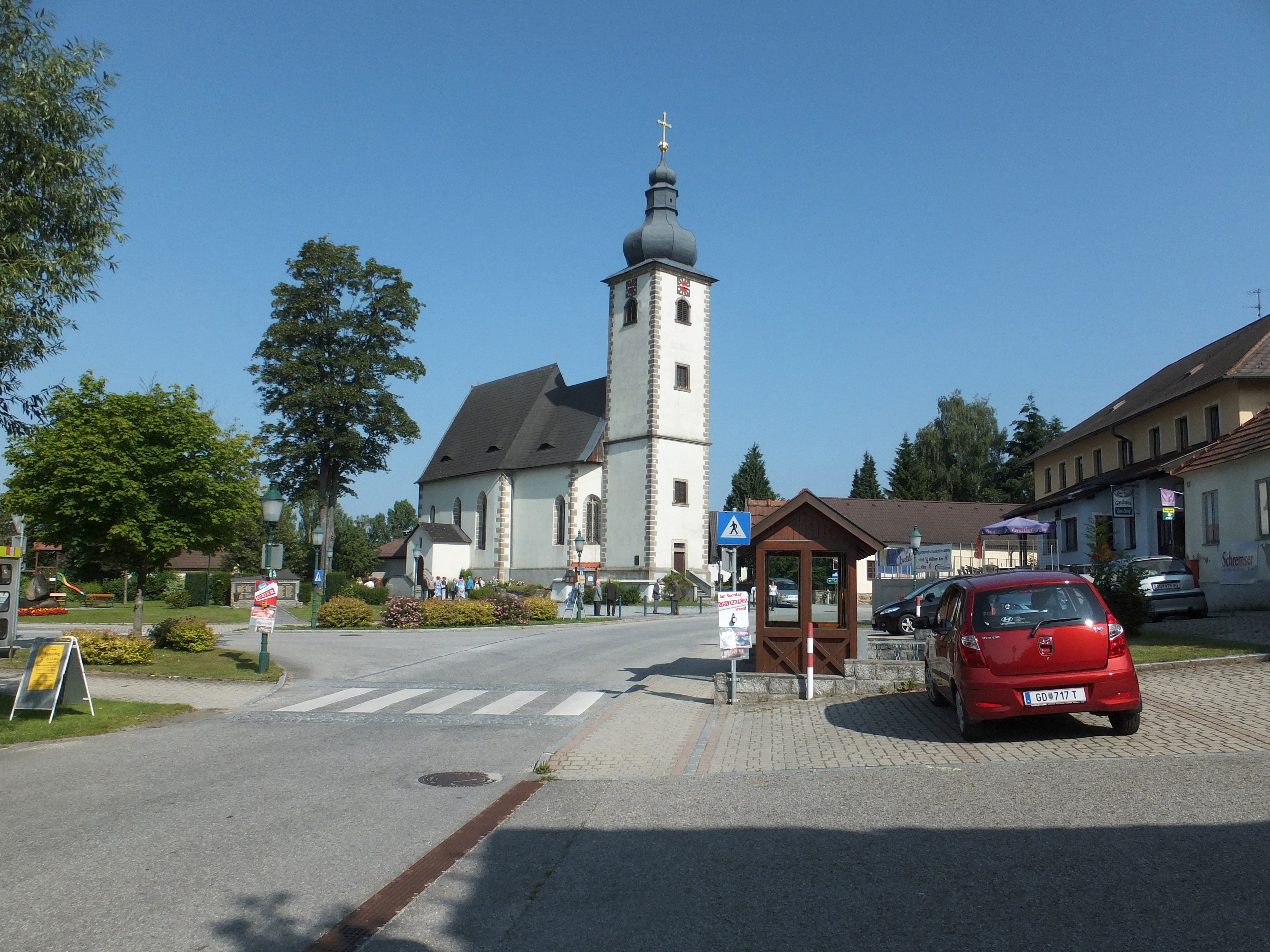
Farní kostel v Dietmannsu
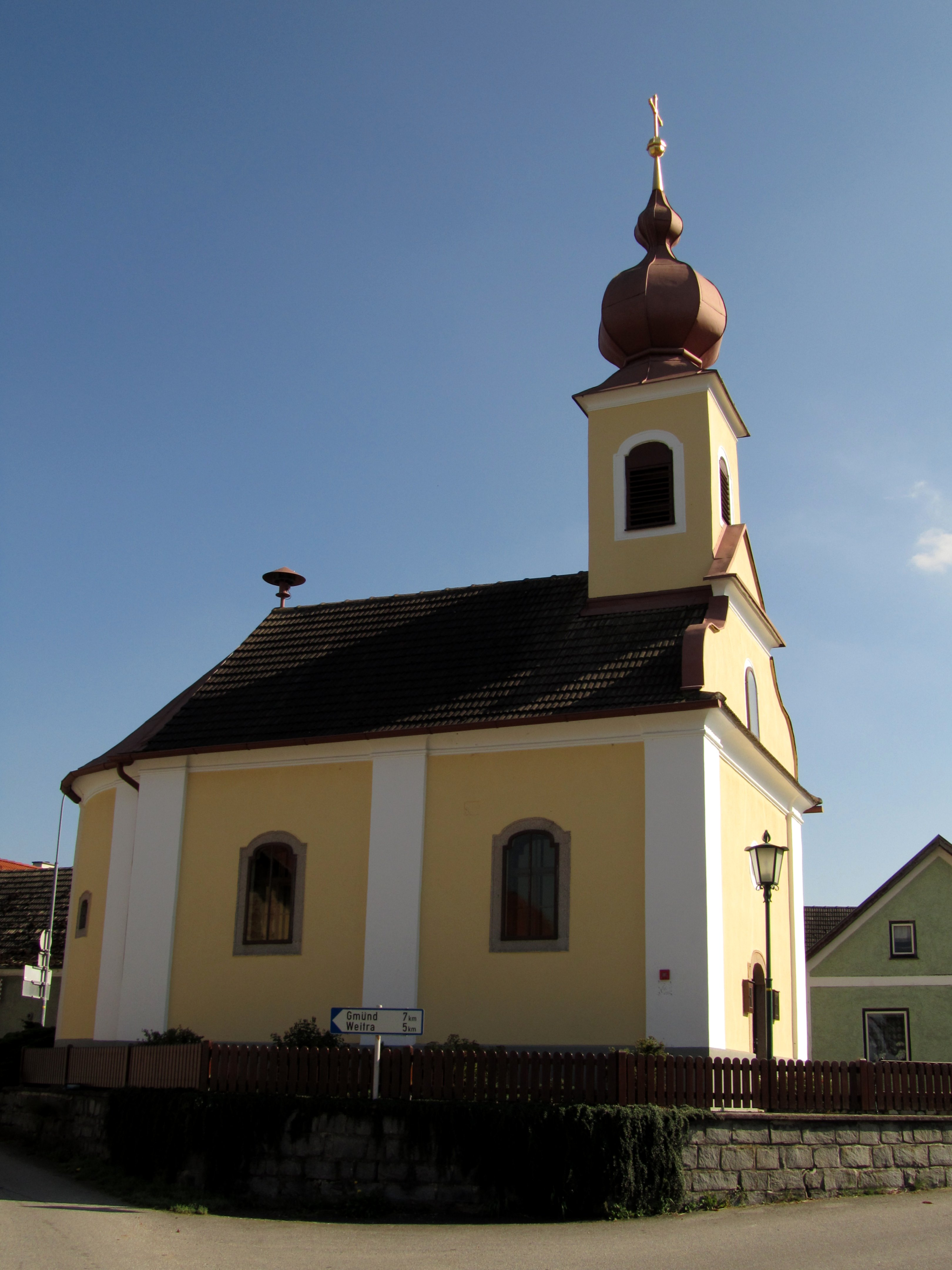
Místní kaple v Eichbergu
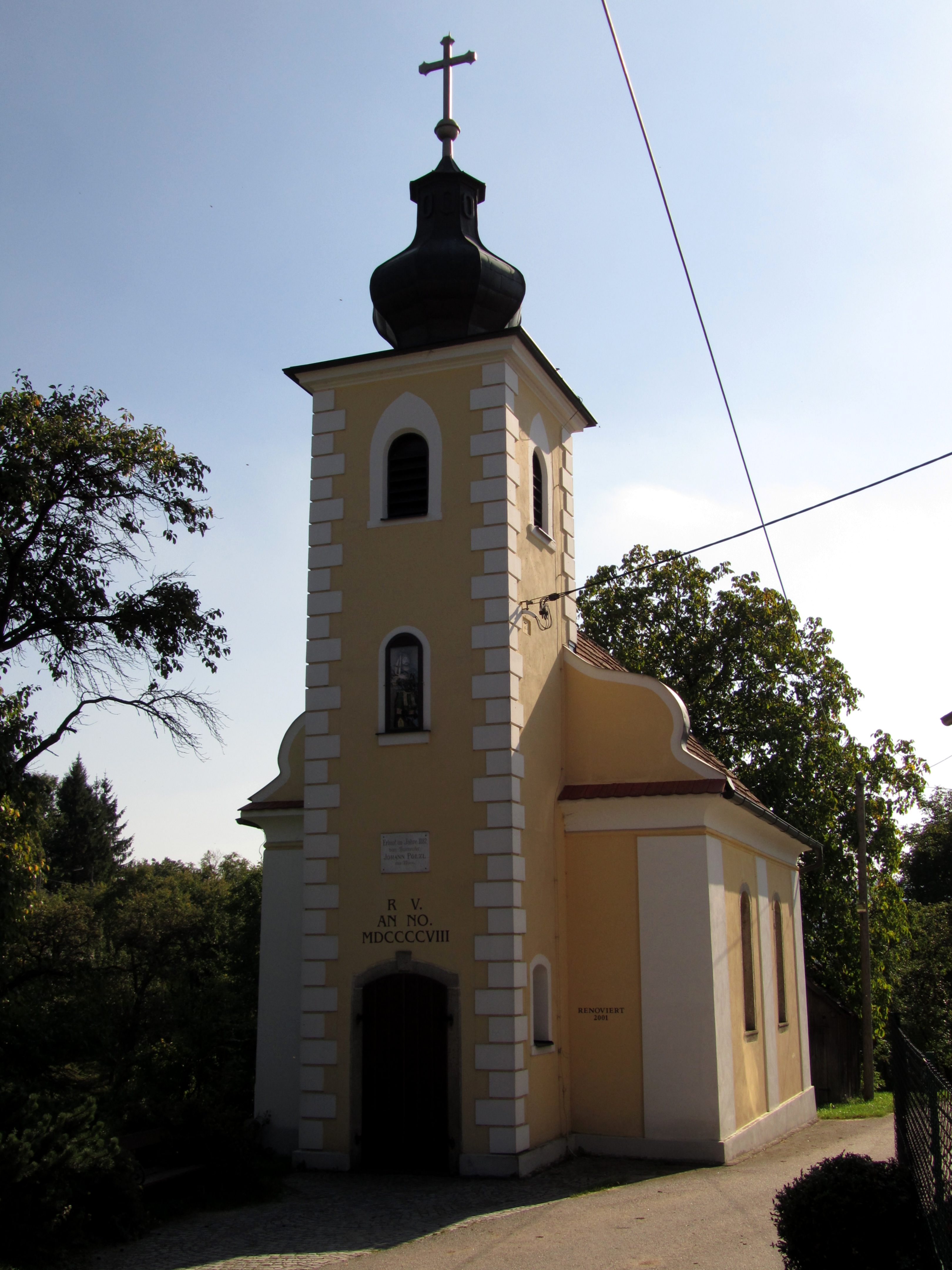
Místní kaple (Reinpolz)
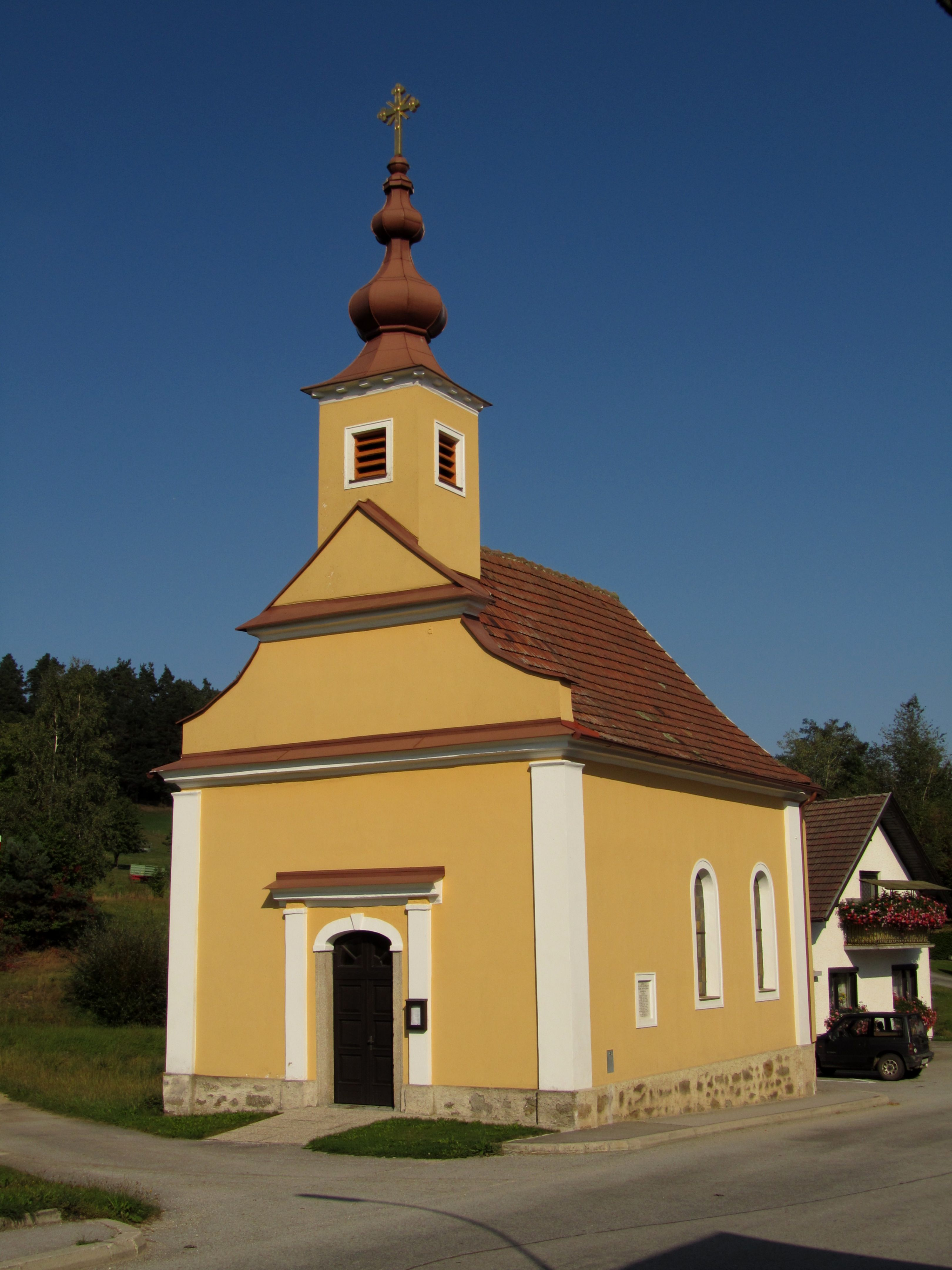
Místní kaple v Unterlembachu